# The Hug Company
The Hug Company war ein Hersteller von Nutzfahrzeugen aus den USA.

## Unternehmensgeschichte
C. J. Hug gründete 1921 das Unternehmen in Highland in Illinois. Er begann mit der Produktion von Lastkraftwagen. Der Markenname lautete Hug. Am 10. Juni 1942 endete die Produktion. Insgesamt entstanden 4014 Fahrzeuge, darunter 50 Anhänger.

## Fahrzeuge
C. J. Hug war im Straßenbau tätig. Da er mit den angebotenen Lkw nicht zufrieden war, entwarf er ein eigenes Modell. Das Model T hatte einen Vierzylindermotor von Buda mit 34 PS Leistung und ein Dreiganggetriebe. Die Nutzlast betrug 2 Tonnen. Die Höchstgeschwindigkeit von 72 km/h war für ein Nutzfahrzeug dieser Klasse sehr hoch.
1925 ergänzte das Model CH mit 3,5 Tonnen Nutzlast das Sortiment. 1927 folgte das Model 88 mit 43-PS-Buda-Motor, Siebenganggetriebe und vier bis sechs Tonnen Nutzlast.
Anfang der 1930er Jahre standen auch Fahrzeuge mit 6,5 und 18 und 20 Tonnen Nutzlast im Angebot. Sie hatten wahlweise Sechszylindermotoren von Buda oder Vierzylinder-Dieselmotoren von Caterpillar.
1939 folgte bei den Ottomotoren der Übergang von Buda- zu Waukesha-Motoren.
Bereits etwa 1938 war der Bau von Omnibussen mit Heckmotor dazugekommen.